# Іванівська волость (Верхньодніпровський повіт)
Іванівська волость — адміністративно-територіальна одиниця Верхньодніпровського повіту Катеринославської губернії.
Станом на 1886 рік — складалася з 7 поселень, 7 сільських громади. 
Населення 1133 особи (603 чоловічої статі та 530 — жіночої), 198 дворових господарства.
|                     | Площа, десятин | У тому числі орної, десятин |
| ------------------- | -------------- | --------------------------- |
| Сільських громад    | 1015           | 853                         |
| Приватної власності | 11217          | 4232                        |
| Іншої власності     | 120            | 60                          |
| Загалом             | 12352          | 5145                        |

Найбільше поселення волості:
- Іванівка (Руднікова, Коновалова, Олександрівка) — село при річці Саксагань в 150 верстах від повітового міста, 259 осіб, 47 дворів, церква православна, лавка.